# Legística
Legística é um dos ramos da Ciência da Legislação, ao lado da Teoria das Leis e da Teoria da Legislação. A Legística trata da qualidade da norma jurídica, desde a concepção de uma ideia que o legislador tenha para colocar no ordenamento jurídico um determinado ato normativo. Por exemplo, para a criação de uma lei, o legislador apresenta um projeto de lei que pode ou não ser transformado em lei após toda a tramitação pelo devido processo legislativo regular, que no caso brasileiro incluir aprovação pelo Poder Legislativo e sanção do Poder Executivo, com promulgação ou veto. Muitas vezes, a sociedade espera que as leis sejam boas e elaboradas com qualidade. É desta qualidade que se ocupa a Legística, para que as leis são elaboradas (drafting) observando-se os preceitos do bom Direito e da segurança jurídica.
Nota-se que a inflação legislativa perturba o ordenamento jurídico, não dando chances para a segurança jurídica nas contendas dos tribunais. Com efeito, criar leis parece ser atributo teleológico do direito, volvendo interesse juridicamente protegido, garantido e organizado, desde que o processo legislativo obedeça aos requisitos da legisprudência, ao considerar os aspectos constitucionais, legais e jurídicos, bem como a técnica legislativa no atendimento da norma interna corporis da casa legislativa, quando de sua apreciação pela Comissão de Constituição e Justiça. Tal ação legislativa reveste-se de um controle endoprocedimental dentro das Casas de Leis ou colegiados que possuem caráter deliberativo [carece de fontes?] .
Uma vez oferecido o projeto de lei com sua justificativa, os elaboradores da lei, portanto, os representantes do povo no melhor estilo Volksgeist (na voz de Kant), cuja consciência emoldura a forma por conveniência e oportunidade, muitas vezes atendem aos interesses do governo, sem contudo, atender aos interesses dos destinatários da norma.
Pela vontade legislativa nas decisões e votação do projeto de lei, os legisladores o dão por aprovado ou rejeitado. Sendo o projeto de lei aprovado deve seguir para sanção governamental (dependendo da esfera de governo: federal, estadual ou municipal), com a facultatividade do veto, que, se houver, deve ser apreciado pela mesma Casa Legislativa, assim findando o processo legislativo pela aprovação ou rejeição do veto.
Todo arranjo da legística deve obedecer à sinfonia e ao sincronismo da vontade democrática, mas nem sempre há o entendimento da boa lei, apesar da obediência ao processo legislativo. Com a legística, evitam-se invasões do Poder Judiciário no controle legal das normas jurídicas elaboradas pelo Poder Legislativo, utilizando-se do sistema de pesos e contrapesos.